# Noch nie in meinem Leben …
Noch nie in meinem Leben … (Originaltitel: Never Have I Ever) ist eine US-amerikanische Coming-of-Age-Fernsehserie des Video-on-Demand-Anbieters Netflix, deren erste Staffel am 27. April 2020 veröffentlicht wurde. Die Idee zur Serie stammt unter anderem von der US-amerikanischen Autorin, Komödiantin und Schauspielerin Mindy Kaling. Die Handlung ist inspiriert von Kalings eigener Jugend, spielt jedoch in der Gegenwart.
Im Juli 2020 verlängerte Netflix die Serie um eine zweite Staffel, die am 15. Juli 2021 erschien. Die dritte Staffel folgte am 12. August 2022. Die vierte und letzte Staffel wurde am 8. Juni 2023 veröffentlicht.

## Handlung
In der Serie geht es um das 15-jährige indisch-amerikanische Mädchen Devi Vishwakumar, das nach einem schrecklichen ersten Jahr an der High School und dem Tod ihres Vaters zusammen mit ihren Freundinnen cooler und beliebter an ihrer Schule werden will.

## Besetzung und Synchronisation
Die deutschsprachige Synchronisation entstand nach einem Dialogbuch von Marina Lemme, Susanne Schwab und Daniel Anderson sowie unter der Dialogregie von Susanne Schwab im Auftrag der TV+Synchron in Berlin.

### Hauptbesetzung
| Rolle                  | Schauspieler          | Hauptrolle (Episoden) | Nebenrolle (Episoden) | Beschreibung                                   | Synchronsprecher               |
| ---------------------- | --------------------- | --------------------- | --------------------- | ---------------------------------------------- | ------------------------------ |
| Devi Vishwakumar       | Maitreyi Ramakrishnan | 1.01–4.10             |                       | Protagonistin, High-School-Schülerin           | Ronja Peters                   |
| Kamala Nandiwadal      | Richa Moorjani        | 1.01–4.10             |                       | Devis ältere Cousine                           | Laurine Betz                   |
| Ben Gross              | Jaren Lewison         | 1.01–4.10             |                       | High-School-Schüler und Devis Erzfeind         | Konrad Bösherz                 |
| Paxton Hall-Yoshida    | Darren Barnet         | 1.01–4.10             |                       | High-School-Schüler und Devis Schwarm          | Tom Raczko                     |
| Dr. Nalini Vishwakumar | Poorna Jagannathan    | 1.01–4.10             |                       | Devis Mutter                                   | Diana Borgwardt                |
| Fabiola Torres         | Lee Rodriguez         | 2.01–4.10             | 1.01–1.10             | High-School-Schülerin und Devis beste Freundin | Magdalena Höfner               |
| Eleanor Wong           | Ramona Young          | 2.01–4.10             | 1.01–1.10             | High-School-Schülerin und Devis beste Freundin | Jasmin Arnoldt                 |
| Erzähler               |                       |                       |                       |                                                |                                |
| John McEnroe           | John McEnroe          | 1.01–4.10             |                       | auktorialer Erzähler für Devi                  | Rainer Doering                 |
| Andy Samberg           | Andy Samberg          |                       | 1.06, 2.03, 3.06      | auktorialer Erzähler für Ben                   | Thomas Schmuckert              |
| Gigi Hadid             | Gigi Hadid            |                       | 2.03, 4.07            | auktoriale Erzählerin für Paxton               | Lisa May-Mitsching (Staffel 2) |

### Nebenbesetzung
| Rolle                | Schauspieler         | Episoden                                | Synchronsprecher                                     |
| -------------------- | -------------------- | --------------------------------------- | ---------------------------------------------------- |
| Mohan Vishwakumar    | Sendhil Ramamurthy   | 1.01–4.10                               | Gerrit Hamann                                        |
| Lyle Shapiro         | Adam Shapiro         | 1.01–4.10                               | Nils Nelleßen                                        |
| Dr. Jamie Ryan       | Niecy Nash           | 1.01–4.09                               | Heide Domanowski                                     |
| Principal Grubbs     | Cocoa Brown          | 1.01–4.09                               | Daniela Thuar                                        |
| Trent Harrison       | Benjamin Norris      | 1.01–4.10                               | Sebastian Kluckert                                   |
| Rebecca Hall-Yoshida | Lily D. Moore        | 1.02, 1.08, 1.10, 2.03, 3.02, 3.10      | Eva Thärichen (Staffel 1) Carina Kühne (Staffel 2–3) |
| Steve                | Eddie Liu            | 1.02–1.03, 1.08–1.09                    | Nick Forsberg                                        |
| Eve Hjelm            | Christina Kartchner  | 1.02–3.01                               | Peggy Pollow                                         |
| Eric Perkins         | Jack Seavor McDonald | 1.02–4.09                               | Lucas Wecker (Staffel 1–3) Oliver Bender (Staffel 4) |
| Elise Torres         | Tembi Locke          | 1.03, 1.05, 1.07, 2.05, 4.04            | Andrea Cleven (Staffel 1)                            |
| Joyce Wong           | Jae Suh Park         | 1.05, 1.07, 4.08                        | Margrit Straßburger (Staffel 1)                      |
| Vivian Gross         | Angela Kinsey        | 1.06, 1.08, 1.10                        | Bettina von Nordhausen                               |
| Howard Gross         | Michael Badalucco    | 1.06, 1.08, 1.10, 3.06                  | Felix Würgler                                        |
| Patty Shevchenko     | Donna Pieroni        | 1.06, 1.08, 1.10, 3.06                  | Susanne Schwab                                       |
| Mrs. Paloma          | Amy Tolsky           | 1.06, 2.05, 3.05, 3.08                  | Katja Schmitz                                        |
| Prashant             | Rushi Kota           | 1.09, 2.01, 2.04, 2.07, 2.10, 3.01      | Fabian Kluckert                                      |
| Dr. Chris Jackson    | Common               | 2.01, 2.06–2.07, 2.09                   | Daniel Welbat                                        |
| Evan Safstrom        | P. J. Byrne          | 2.01, 2.04–2.07                         | Roland Wolf                                          |
| Malcolm Stone        | Tyler Alvarez        | 2.02, 2.04, 2.06, 2.08–2.09             | David Riedel                                         |
| Nirmala Vishwakumar  | Ranjita Chakravarty  | 2.02–4.10                               | Susanne Schwab                                       |
| Jennifer Warner      | Alexandra Billings   | 2.03, 2.05, 2.10, 4.02, 4.04–4.06, 4.09 | Philippa Jarke                                       |
| June Hall-Yoshida    | Kelly Sullivan       | 2.03, 3.02, 3.10, 4.07                  | Katharina Spiering                                   |
| Manish Kulkarni      | Utkarsh Ambudkar     | 2.04–3.10, 4.10                         | Jörg Pintsch                                         |
| Aneesa Qureshi       | Megan Suri           | 2.04–4.10                               | Jennifer Weiß                                        |
| Rhyah                | Sarayu Blue          | 3.02–3.04, 3.06–3.09                    | Susanne Geier                                        |
| Nirdesh „Des“        | Anirudh Pisharody    | 3.04, 3.06–3.09                         | Oliver Bender                                        |
| Margot Ramos         | Victoria Moroles     | 3.08–4.04, 4.06, 4.08                   | Betty Förster                                        |
| Ethan Morales        | Michael Cimino       | 4.01–4.04                               | Marco Eßer                                           |
| Len                  | Jeff Garlin          | 4.02–4.10                               | Sven Brieger                                         |
| Andres Ramos         | Ivan Hernandez       | 4.02–4.10                               | Peter Lontzek                                        |
| Lindsay Thompson     | Genneya Walton       | 4.03–4.04, 4.07–4.10                    | Peggy Pollow                                         |

## Episodenliste

### Staffel 1
| Nr. (ges.)                                                                  | Nr. (St.) | Deutscher Titel                                          | Originaltitel                         | Regie             | Drehbuch                         |
| --------------------------------------------------------------------------- | --------- | -------------------------------------------------------- | ------------------------------------- | ----------------- | -------------------------------- |
| 1                                                                           | 1         | Pilotfolge                                               | Pilot                                 | Tristram Shapeero | Mindy Kaling & Lang Fisher       |
| 2                                                                           | 2         | … hatte ich Sex mit Paxton Hall-Yoshida                  | … had sex with Paxton Hall-Yoshida    | Tristram Shapeero | Justin Noble                     |
| 3                                                                           | 3         | … habe ich mich mit den coolen Kids betrunken            | … gotten drunk with the popular kids  | Linda Mendoza     | Amina Munir                      |
| 4                                                                           | 4         | … habe ich mich besonders indisch gefühlt                | … felt super Indian                   | Linda Mendoza     | Mindy Kaling                     |
| 5                                                                           | 5         | … habe ich einen Atomkrieg begonnen                      | … started a nuclear war               | Kabir Akhtar      | Chris Schleicher & Akshara Sekar |
| 6                                                                           | 6         | … war ich der einsamste Junge der Welt                   | … been the loneliest boy in the world | Kabir Akhtar      | Aaron Geary & Ben Steiner        |
| 7                                                                           | 7         | … habe ich eine so große Lüge aufgetischt                | … been a big, fat liar                | Anu Valia         | Erica Oyama                      |
| 8                                                                           | 8         | … habe ich alle gegen mich aufgebracht                   | … pissed off everyone I know          | Anu Valia         | Chris Schleicher                 |
| 9                                                                           | 9         | … musste ich mich so sehr von meiner besten Seite zeigen | … had to be on my best behavior       | Tristram Shapeero | Matt Warburton                   |
| 10                                                                          | 10        | … habe ich mich entschuldigt                             | … said I’m sorry                      | Tristram Shapeero | Lang Fisher                      |
| Alle Episoden wurden am 27. April 2020 weltweit auf Netflix veröffentlicht. |           |                                                          |                                       |                   |                                  |

### Staffel 2
| Nr. (ges.)                                                                 | Nr. (St.) | Deutscher Titel                                | Originaltitel            | Regie                 | Drehbuch                           |
| -------------------------------------------------------------------------- | --------- | ---------------------------------------------- | ------------------------ | --------------------- | ---------------------------------- |
| 11                                                                         | 1         | … bin ich mehrgleisig gefahren                 | … been a playa           | Kabir Akhtar          | Mindy Kaling                       |
| 12                                                                         | 2         | … habe ich eine krasse Party geschmissen       | … thrown a rager         | Kabir Akhtar          | Akshara Sekar                      |
| 13                                                                         | 3         | … war ich ein Streber                          | … opened a textbook      | Kim Nguyen            | Erica Oyama                        |
| 14                                                                         | 4         | … hatte ich eine indische Freindin             | … had an Indian frenemy  | Lena Khan             | Amina Munir                        |
| 15                                                                         | 5         | … habe ich jemandes Leben ruiniert             | … ruined someone's life  | Maggie Carey          | Aaron Geary & Ben Steiner          |
| 16                                                                         | 6         | … habe ich eine Freundin hintergangen          | … betrayed a friend      | Lena Khan & Anu Valia | Marina Cockenberg & Vance Stringer |
| 17                                                                         | 7         | … habe ich um Verzeihung gebeten               | … begged for forgiveness | Lena Khan             | Dave King                          |
| 18                                                                         | 8         | … war ich Daisy Buchanan                       | … been Daisy Buchanan    | Claire Scanlon        | Asmita Paranjare & Christina Hjelm |
| 19                                                                         | 9         | … habe ich meiner eigenen Mutter nachspioniert | … stalked my own mother  | Claire Scanlon        | Chris Schleicher                   |
| 20                                                                         | 10        | … war ich ein perfektes Mädchen                | … been a perfect girl    | Lang Fisher           | Lang Fisher                        |
| Alle Episoden wurden am 15. Juli 2021 weltweit auf Netflix veröffentlicht. |           |                                                |                          |                       |                                    |

### Staffel 3
| Nr. (ges.)                                                                   | Nr. (St.) | Deutscher Titel                             | Originaltitel                 | Regie          | Drehbuch                     |
| ---------------------------------------------------------------------------- | --------- | ------------------------------------------- | ----------------------------- | -------------- | ---------------------------- |
| 21                                                                           | 1         | … bin ich als Schlampe beschimpft worden    | … been slut shamed            | Maggie Carey   | Mindy Kaling                 |
| 22                                                                           | 2         | … hatte ich meinen eigenen Troll            | … had my own troll            | Maggie Carey   | Marina Cockenberg            |
| 23                                                                           | 3         | … hatte ich einen Verehrer zum Valentinstag | … had a valentine             | Smriti Mundhra | Asmita Paranjape             |
| 24                                                                           | 4         | … habe ich jemanden eifersüchtig gemacht    | … made someone jealous        | Smriti Mundhra | Akshara Sekar                |
| 25                                                                           | 5         | … wurde ich geghostet                       | … been ghosted                | Kabir Akhtar   | Gabe Liedman                 |
| 26                                                                           | 6         | … hatte ich einen Zusammenbruch             | … had a breakdown             | Kabir Akhtar   | Amina Munir                  |
| 27                                                                           | 7         | … habe ich geschummelt                      | … cheated                     | Kim Nguyen     | Aaron Geary & Ben Steiner    |
| 28                                                                           | 8         | … habe ich mit meinem Freund rumgemacht     | … hooked up with my boyfriend | Kim Nguyen     | Christina Hjelm & Beth Appel |
| 29                                                                           | 9         | … hatte ich einen indischen Freund          | … had an Indian boyfriend     | Erica Oyama    | Erica Oyama                  |
| 30                                                                           | 10        | … hat sich mein Traum erfüllt               | … lived the dream             | Lang Fisher    | Lang Fisher                  |
| Alle Episoden wurden am 12. August 2022 weltweit auf Netflix veröffentlicht. |           |                                             |                               |                |                              |

### Staffel 4
| Nr. (ges.)                                                                | Nr. (St.) | Deutscher Titel                                | Originaltitel            | Regie        | Drehbuch                       |
| ------------------------------------------------------------------------- | --------- | ---------------------------------------------- | ------------------------ | ------------ | ------------------------------ |
| 31                                                                        | 1         | … habe ich meine Unschuld verloren             | … lost my virginity      | Erica Oyama  | Mindy Kaling                   |
| 32                                                                        | 2         | … habe ich mich gerächt                        | … gotten sweet revenge   | Erica Oyama  | Erica Oyama                    |
| 33                                                                        | 3         | … habe ich mich in einen bösen Jungen verguckt | … liked a bad boy        | Lena Khan    | Gabe Liedman                   |
| 34                                                                        | 4         | … habe ich meine Zukunft verbockt              | … wrecked my future      | Dean Holland | Amina Munir                    |
| 35                                                                        | 5         | … war ich in New Jersey                        | … been to New Jersey     | Dean Holland | Christina Hjelm & Carley Whitt |
| 36                                                                        | 6         | … wurde mir mein Traum genommen                | … had my dream stolen    | Kabir Akhtar | Asmita Paranjape               |
| 37                                                                        | 7         | … hatte ich eine Identitätskrise               | … had an identity crisis | Kabir Akhtar | Marina Cockenberg              |
| 38                                                                        | 8         | … habe ich meine Mom verkuppelt                | … set my mom up          | Adam Countee | Akshara Sekar                  |
| 39                                                                        | 9         | … bin ich auf einen Abschlussball gegangen     | … gone to prom           | Lang Fisher  | Aaron Geary & Ben Steiner      |
| 40                                                                        | 10        | … habe ich mich verabschiedet                  | … said goodbye           | Lang Fisher  | Mindy Kaling & Lang Fisher     |
| Alle Episoden wurden am 8. Juni 2023 weltweit auf Netflix veröffentlicht. |           |                                                |                          |              |                                |